# کلک (فیلم ۲۰۰۰)
کلک (به هندی: Hera Pheri)فیلمی محصول سال ۲۰۰۰ و به کارگردانی پریادارشان است. در این فیلم بازیگرانی همچون آکشی کومار، سونیل شتی، پارش راوال، تابو، گلشن گروور، کولبوشان کارباندا، اوم پوری، آسرانی، کاشمیرا شاه، نامراتا شیرودکار، موکش خانا، مشتاق خان ایفای نقش کرده‌اند. این فیلم یکی از 250 فیلم برتر دنیاست و جزو معروفترین آثار کمدی هندی محسوب می شود.